# Vitrail du Festin du mauvais riche
Le Vitrail du Festin du mauvais riche de l'église Saint-Germain à Andrésy, une commune du département des Yvelines dans la région Île-de-France en France, est un vitrail datant du XVIe siècle. Il a été classé monument historique au titre d'objet le 22 juin 1908,.
Le vitrail no 11 ne conserve plus que quelques panneaux parmi ceux qui la composaient encore au XIXe siècle. Parmi eux, les deux panneaux qui forment le vitrail du festin du mauvais riche (Lc 16,19-31) représentent l'œuvre la plus intéressante de l'église.
Inscription : « je veux faire apreter un banquet trionfant avec viandes exquises et musique de instrumens. ».

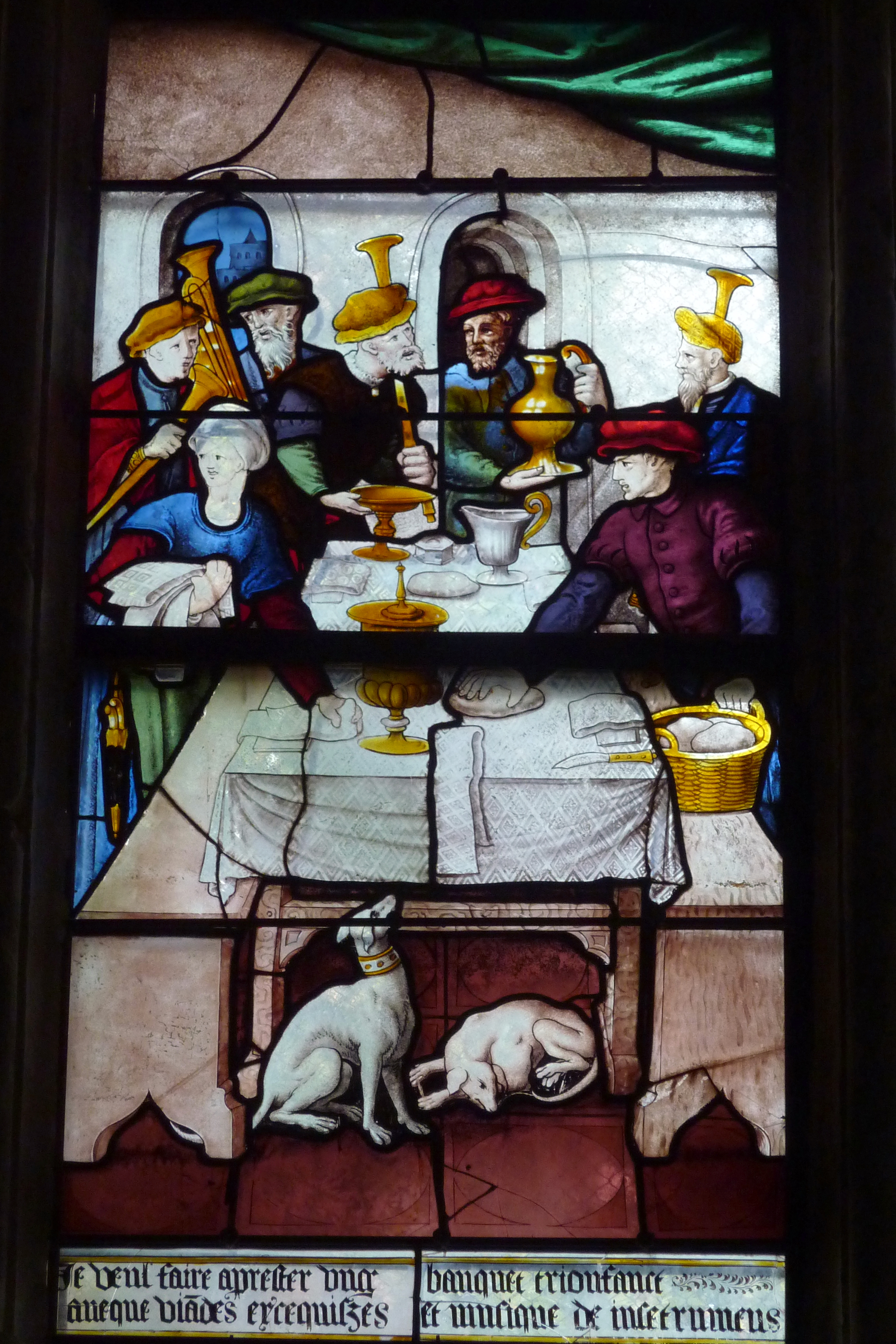
Les serviteurs mettent la table
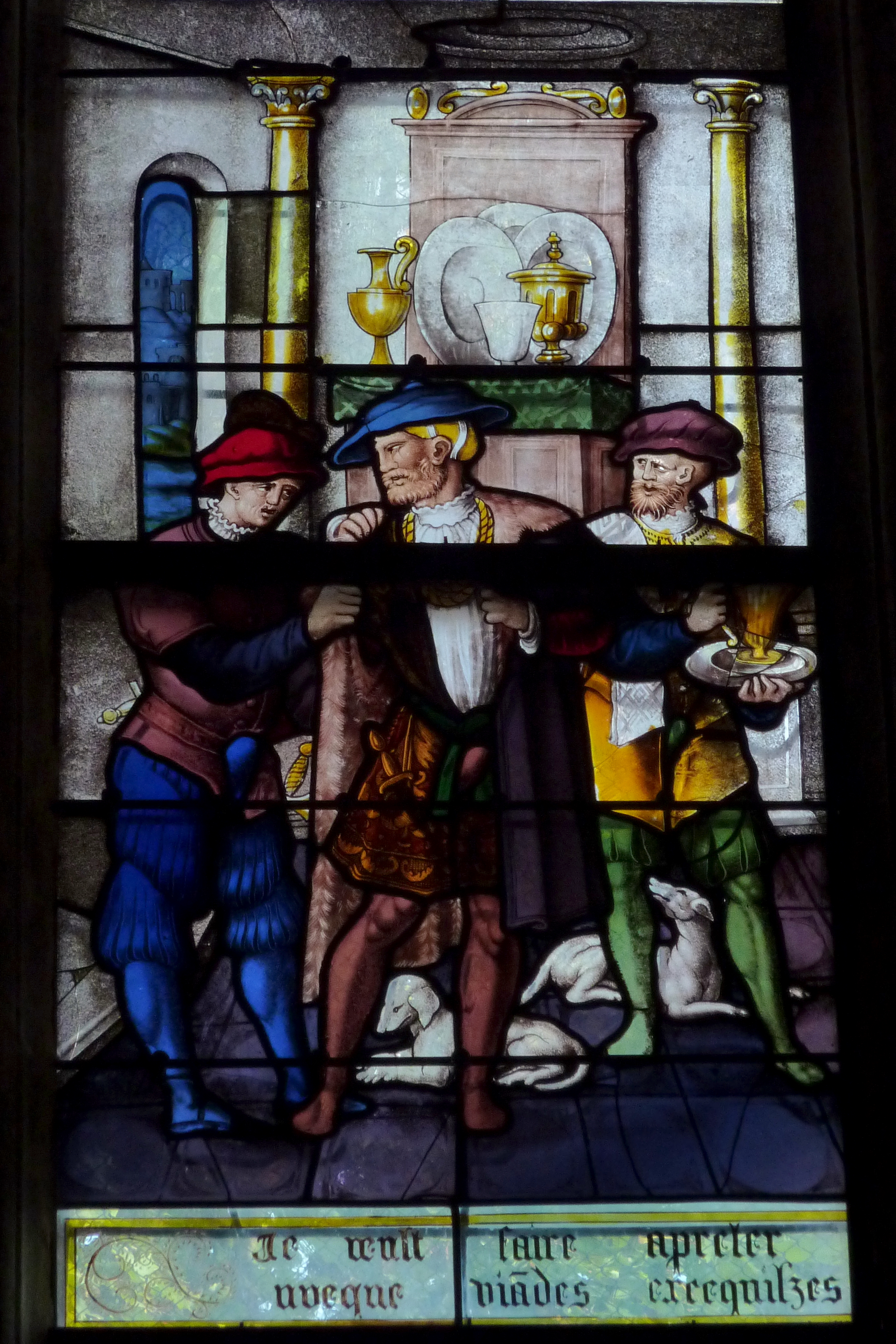
On sert le riche
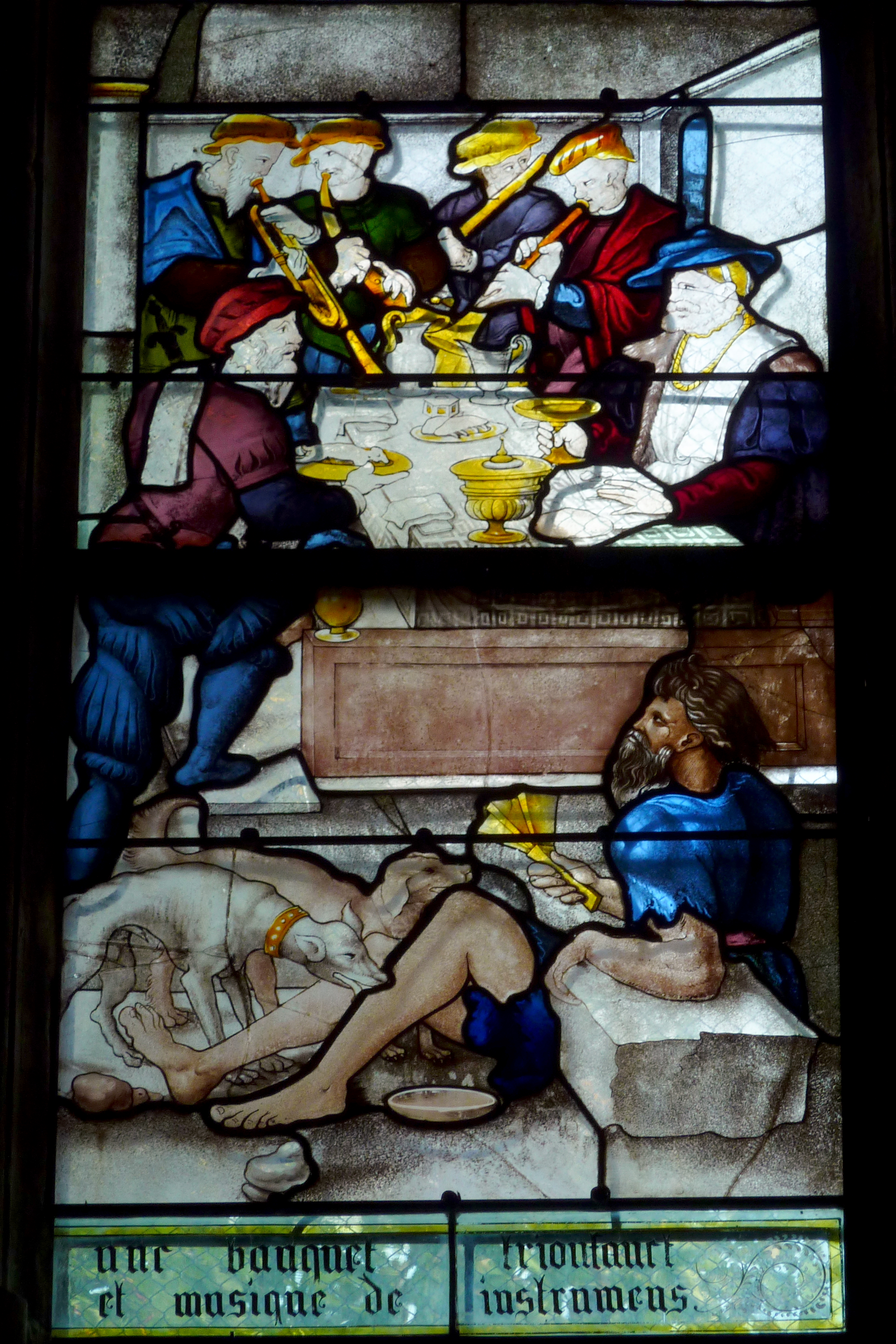
Sous la table, les chiens lèchent les plaies de Lazare qui n'a pas même accès aux miettes du festin

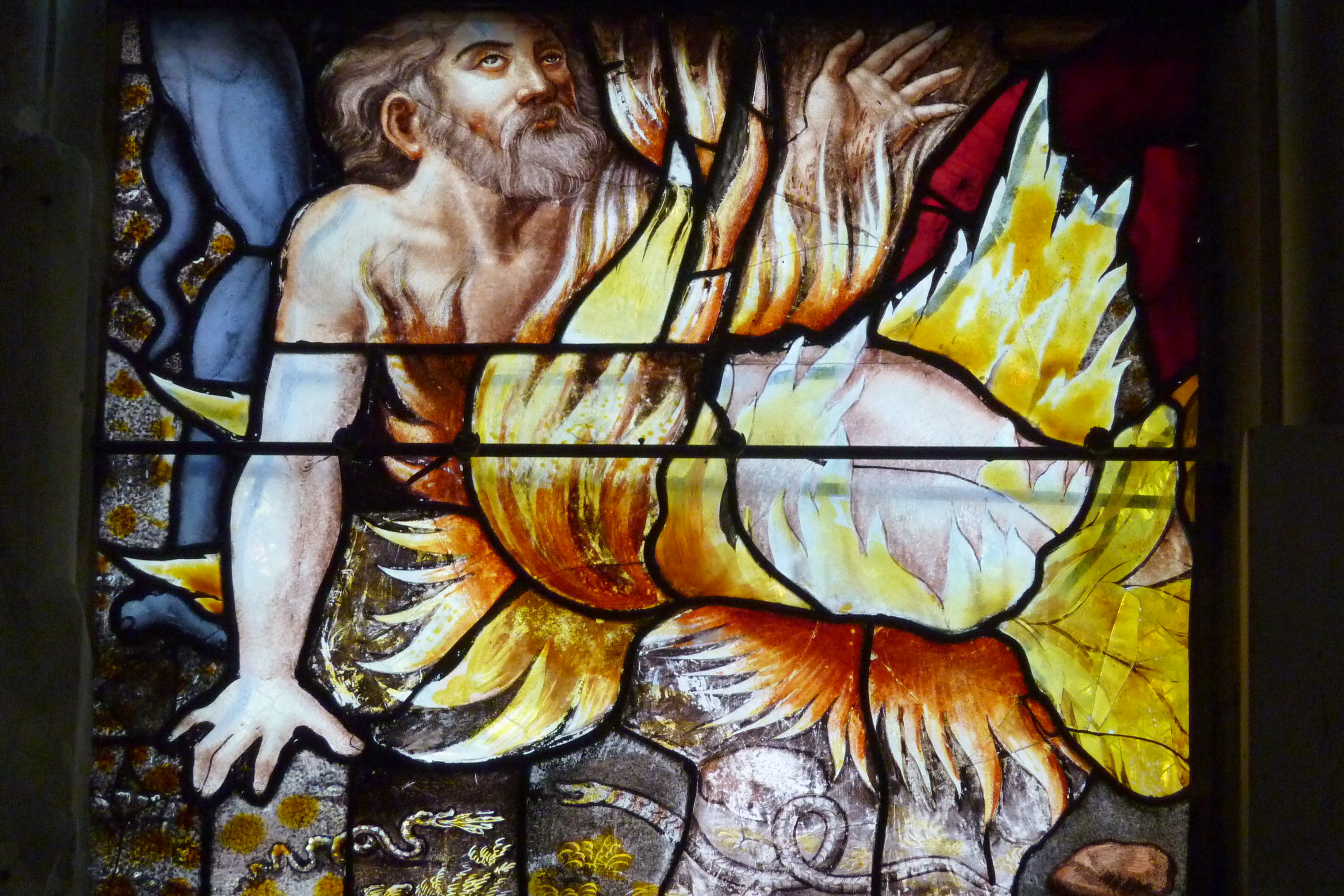
Le mauvais riche brûle en enfer
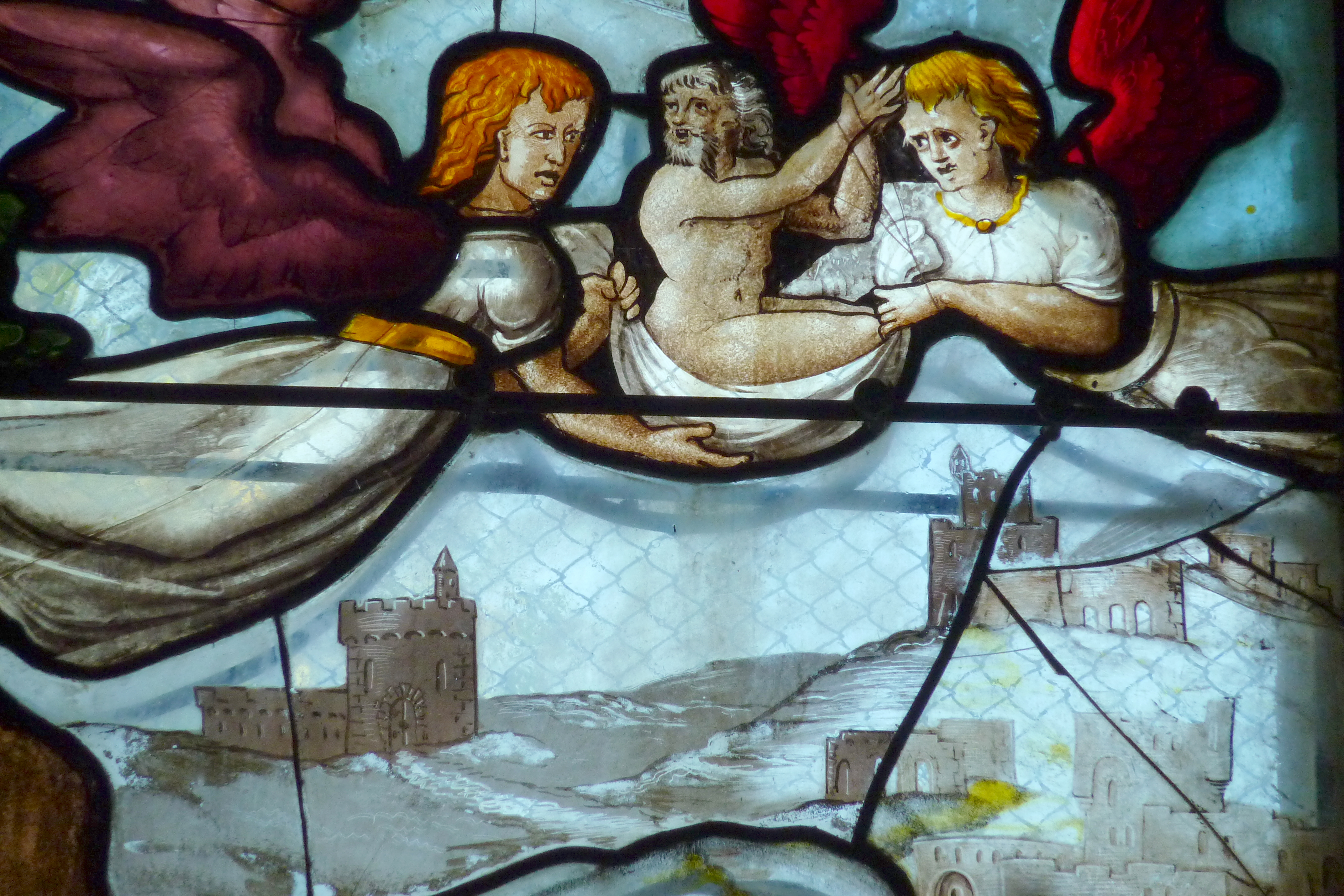
Le pauvre est porté vers le ciel par deux anges
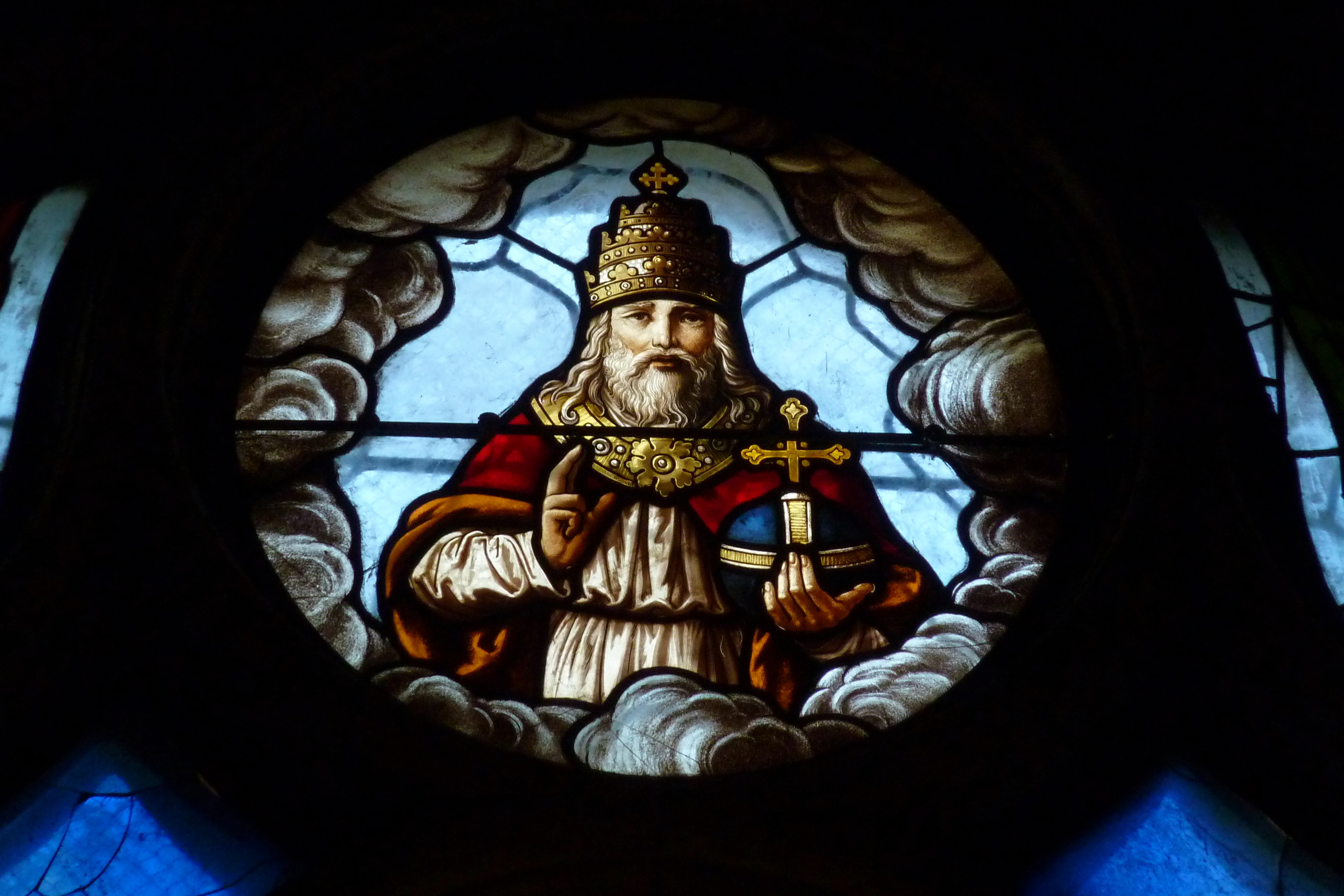
Dieu le père